# Canal musculo-tubaire
Le canal musculo-tubaire est un conduit osseux de la partie antérieure de la partie pétreuse de l'os temporal.

## Structure
Le canal musculo-tubaire forme le prolongement antérieur de la cavité tympanique.
Le septum du canal musculo-tubaire forme une lame osseuse horizontale qui sépare le canal en canal du muscle tenseur du tympan en haut et en canal du tube auditif en bas.
Les deux canaux s'ouvrent à l'avant sur la face inférieure de la partie pétreuse de l'os temporal au niveau de l'angle entre le bord sphénoïdal de l'écaille et le bord supérieur de la partie pétreuse.

### Canal du muscle tenseur du tympan
Le canal du muscle tenseur du tympan (ou conduit du muscle du marteau ou canal du muscle du marteau ou gouttière du muscle tenseur du tympan) s'ouvre à l'arrière dans la cavité tympanique en formant le processus cochléariforme (ou bec de cuiller) au dessus du promontoire et de la fenêtre du vestibule.
Le canal contient le muscle tenseur du tympan (ou muscle du marteau).

### Canal du tube auditif
Le canal du tube auditif (ou canal osseux de la trompe d’Eustache ou canal tubaire) se situe au-dessus et en dehors du canal carotidien. s'ouvre à l'arrière sur la paroi antérieure de la cavité tympanique au-dessous de la saillie du canal du muscle tenseur du tympan.
Il forme le segment antérieur osseux de la trompe auditive.